# Thecla fernanda
Thecla fernanda är en fjärilsart som beskrevs av Jones 1912. Thecla fernanda ingår i släktet Thecla och familjen juvelvingar. Inga underarter finns listade i Catalogue of Life.